# Cis multidentatus
Cis multidentatus es una especie de coleóptero de la familia Ciidae.

## Distribución geográfica
Habita en Yunnan (China).